# Castello di Pinzano

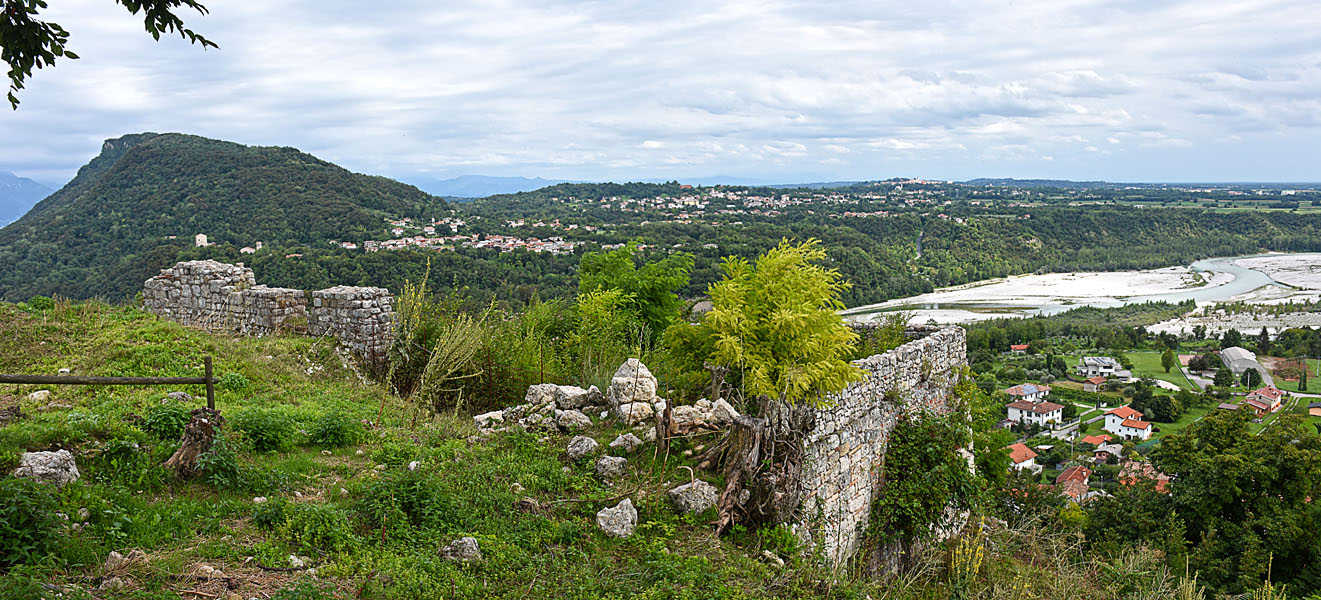
Castello di Pinzano panorama - est

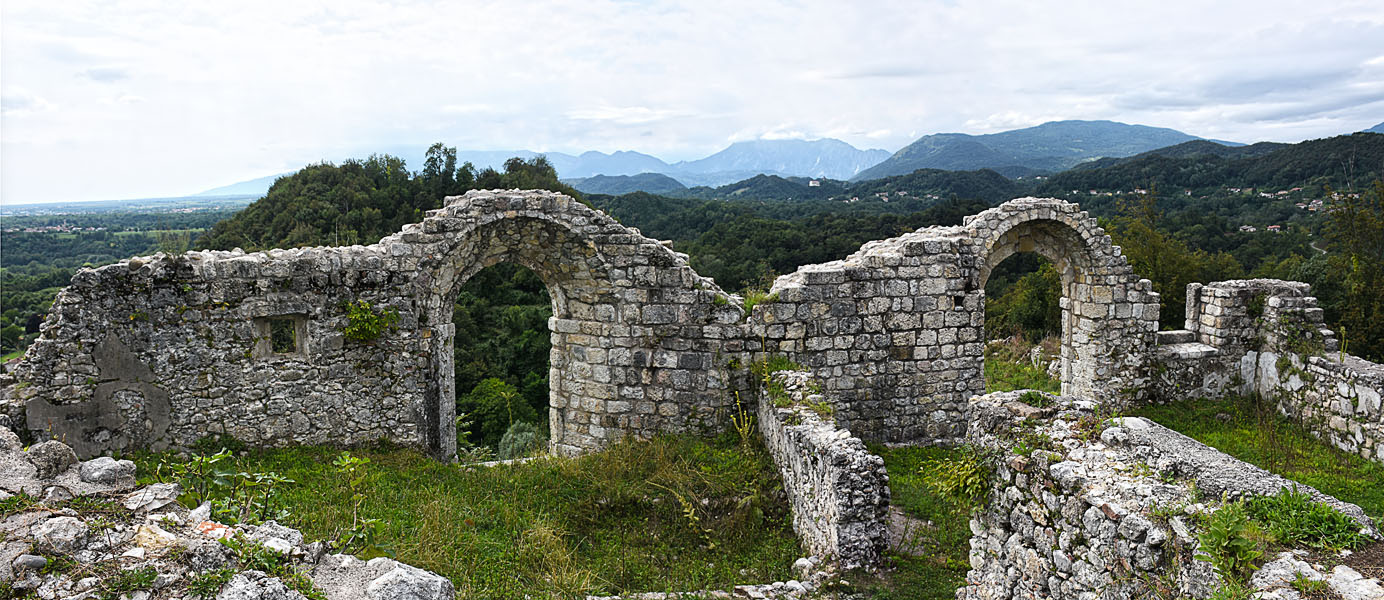
Castello di Pinzano panorama - ovest

Il castello di Pinzano è un maniero in rovina, che si trova a Pinzano al Tagliamento, in provincia di Pordenone.

## Storia
I ritrovamenti archeologici permettono di confermare la presenza umana sul colle del castello anche in età romana, tuttavia non di specificare la natura degli insediamenti. Il castello di Pinzano viene citato per la prima volta nel XII secolo, occupato dagli omonimi signori, che ne tennero la proprietà fino al 1344, anno in cui si verificò il famoso eccidio, un cruento fatto di sangue, in cui vari rami della famiglia dei Pinzano si scontrarono tra loro. Il patriarca di Aquileia si vide costretto allora ad intervenire, e a sottrarre ai Pinzano il feudo, che venne in seguito assegnato ai Savorgnan. Dai documenti dell'epoca, possiamo affermare che il castello possedeva delle stalle, due torrette di guardia rettangolari e la chiesetta di San Nicolò, che viene nominata per la prima volta in un documento del 1291 ed i cui resti sono tuttora rintracciabili nei pressi dell'attuale strada di accesso. Alcune opere presenti nella chiesetta furono trasferite nella chiesa di San Martino nella prima metà dell'Ottocento, in seguito al graduale abbandono del castello. È probabile che, integrata nella parte alta del maniero, esistesse una seconda cappella dedicata a tutti i Santi ed adibita esclusivamente al culto privato dei castellani.
Il mastio era molto probabilmente collocato al centro del ripiano sommitale, ma di questo non ne restano tracce se non nelle fondamenta. L'intera struttura venne più volte ampliata e ristrutturata, in particolare dopo i disastrosi terremoti del 1348 e del 1511. Attorno al mastio sorgevano ben tre cinte murarie, i cui resti sono ancora visibili: negli spazi intermedi esisteva anche un piccolo borgo di cui si notano ancora le fondamenta tra la vegetazione. In periodo post medievale venne creata l'attuale strada sul lato sud del colle, che consentiva l'accesso al maniero senza passare, come accadeva per il vecchio percorso, dalla zona occidentale che ospitava il borgo e la chiesa di San Nicolò. Il castello andò in rovina a partire dalla prima metà dell'Ottocento, ma ancora fino al terremoto del 1976 parti murarie di un certo rilievo erano ben visibili. In seguito a quell'evento, del castello non restano che pochi ruderi e qualche tratto murario, anche se esiste un progetto di recupero suddiviso in più lotti, alcuni dei quali già terminati. I lavori hanno portato alla luce le cantine del maniero, composte da tre grandi volte a botte in laterizio, di cui curiosamente una a doppio rivestimento.

## Leggende intorno al castello

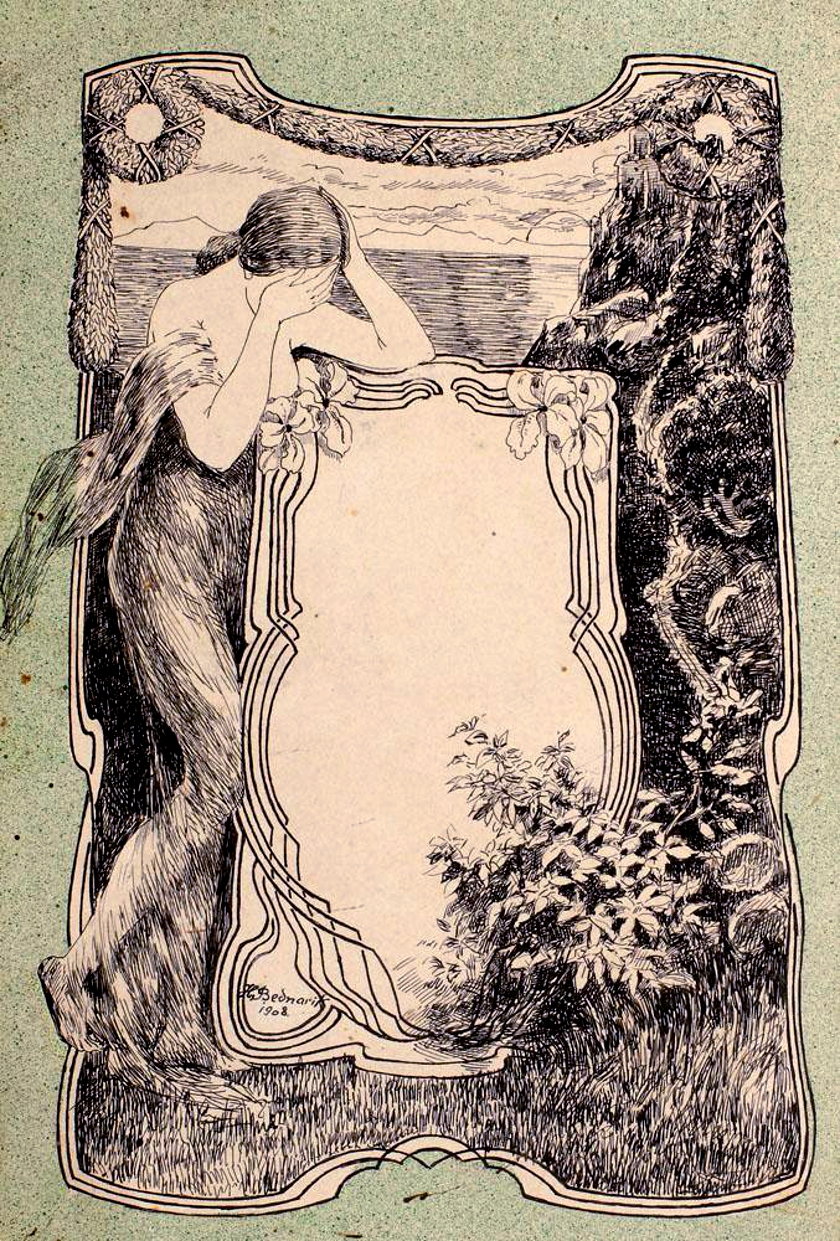
Rappresentazione di un Agana o Anguana

Il castello di Pinzano è da sempre oggetto di numerose leggende e credenze popolari. Secondo molte di queste, nei sotterranei del castello (dove un tempo vi erano anche le prigioni della giurisdizione), sarebbe stata collocata una camera dove i signori Pinzano avrebbero nascosto la loro imponente fortuna, frutto delle loro scorrerie nel Friuli. Sempre dai sotterranei, si dice ci siano delle gallerie segrete che si snodano al di sotto del territorio. Una di queste giungerebbe fino al fiume Tagliamento e sarebbe stata usata dalla figlia adottiva dei Pinzano per fuggire durante l'eccidio del 1344.
Un'altra leggenda, più recente, narra di una povera donna che si ritrovò a vagare tra le rovine del castello a mezzanotte. La donna, narra la leggenda, vide il fantasma di un cavaliere brandire la spada e uccidere un leone. Spaventata, fuggì via urlando. In suo soccorso arrivarono le Agane "dell'Arzino e del Tagliamento", che la rincuorarono e la invitarono a seguirle fino al fiume. Ma quando la donna si accorse che in realtà le ninfe d'acqua volevano annegarla, invocò il nome di Maria, e le Agane scapparono terrorizzate e inorridite.